# كيوغوكو
كيوغوكو  هي بلدية في اليابان، وبلدة في اليابان، تقع في Shiribeshi Subprefecture ‏، بلغ عدد سكانها 3,037  نسمة وذلك حسب إحصائيات سنة 2018.

## توأمة
لكيوغوكو اتفاقيات توأمة مع:
- ماروغامه (30 أكتوبر 2016 - )

## أعلام
- أكيرا ساتو